# Monty Python’s Flying Circus
Monty Python’s Flying Circus war eine britische Comedy-Show der Komikergruppe Monty Python. Ursprünglich wurde sie von 1969 bis 1974 vom britischen Sender BBC ausgestrahlt. Die Pythons zeigten hier in vier Staffeln und insgesamt 45 Folgen Sketche, welche sich durch hintersinnigen und vor allem schwarzen und surrealen Humor auszeichneten. Zusätzlich wurden zwei Folgen für das deutsche Fernsehen produziert. Die Serie gilt sowohl formal als auch inhaltlich als wegweisend für das Genre der Comedy; insbesondere der Verzicht auf eine Pointe im Anschluss an eine besonders absurde Szene war revolutionär und wirkte stilbildend.

## Beliebte Themen der Serie
In zahlreichen Parodien und Persiflagen wurde in einer bis dahin im TV nie gesehenen Direktheit und Offenheit fast alles aufs Korn genommen, was die britische Gesellschaft und Medienöffentlichkeit der späten 1960er und frühen 1970er Jahre prägte und bewegte. Staatliche und gesellschaftliche Autoritäten (z. B. Polizisten, Politiker, Soldaten, Wissenschaftler, Richter) wurden mit Hingabe parodiert und demontiert. Auch andere typische und stereotype Gestalten der Gesellschaft kamen immer wieder vor, wie z. B. die einfältige britische Hausfrau, der frustrierte und/oder neurotische Angestellte, Arzt oder Verkäufer oder der hochnäsige Oberklassen-Angehörige. Andere Nationalitäten wie Skandinavier, Franzosen und Deutsche wurden ebenso parodiert wie reale historische Gestalten wie z. B. Oscar Wilde, die Gebrüder Montgolfier, Kardinal Richelieu, Jean-Paul Sartre oder die deutsche Naziprominenz. Auch ausgesprochene TV-Tabuthemen wie z. B. Gewalt, Tod und Sexualität wurden von Monty Python’s Flying Circus nicht ausgelassen. Beliebtes Ziel des pythonschen Spottes war immer wieder auch die BBC selbst. Zahlreiche Sketche parodieren damalige Fernsehsendungen, z. B. Talkshows, Nachrichtensendungen und Dokumentarfilme, wobei die Eitelkeit und Ignoranz sowie der Voyeurismus ihrer Moderatoren aufgezeigt werden. Auch wurde die Prüderie des seinerzeitigen Fernsehprogramms durch provokante Späße mit sexuellen Anspielungen und (halb-)nackten Menschen häufig auf die Probe gestellt.
Auch formal brach die Sendung mit vielen Konventionen, so endeten die Sketche meistens nicht mit einer Schlusspointe, sondern gingen ineinander über, wurden durch Zwischensequenzen (häufig Terry Gilliams Trickfilm-Sequenzen) miteinander verbunden oder wurden auf absurde, surreale Weise aufgelöst, etwa, indem Protagonisten erschossen, mit riesigen Hammern oder Gewichten erschlagen wurden oder Figuren ins Bild kamen, die den Sketch für beendet erklärten. Zudem wurde häufig auch mit der Form der Sendung selbst ironisch gespielt, etwa, indem Protagonisten häufig die vierte Wand durchbrachen und direkt zum Publikum sprachen oder sich über die Sendung oder die BBC offen beschwerten oder lustig machten.

## Die Entstehung des Titels
Bevor der markante Titel gefunden war, hatte es einige andere Vorschläge, darunter „Owl Stretching Time“, „Bunn, Wackett, Buzzard, Stubble and Boot“ und „A Horse, A Spoon and a Basin“ gegeben. Der Leiter der Abteilung „Komödie“ der BBC bestand dann darauf, dass der Titel der Serie das Wort „Circus“ enthalten müsse, weil die Komikergruppe durch die Büros des Senders zog, ähnlich wie ein Circus. Um keine falschen Erwartungen zu wecken, wurde daraus „Flying Circus“. Im Ersten Weltkrieg war „Flying Circus“ die Bezeichnung der Briten für das Luftkampfgeschwader Jagdstaffel 11 des „Roten Barons“ Manfred von Richthofen gewesen.
In einem Telefonbuch waren Michael Palin und Terry Jones dann auf den Namen „Gwen Dibley“ gestoßen und wollten die Serie nun „Gwen Dibley’s Flying Circus“ nennen, weil sie es witzig fanden, sich vorzustellen, wie die Familie von Gwen Dibley eines Tages die Fernsehzeitung liest und feststellt: „He, Gwen, Du hast eine eigene Fernsehshow!“ Die BBC verlangte allerdings, dies zu ändern, und so entstand der Kunstname „Monty Python“. Wie genau es zu diesem Namen kam, ist nicht eindeutig geklärt.

## Vorgänger
Die britischen Mitglieder der Komikergruppe wirkten vor Monty Python an anderen Sketchsendungen mit: John Cleese und Graham Chapman an At Last the 1948 Show, Eric Idle, Terry Jones und Michael Palin an Do Not Adjust Your Set. Beide Serien wurden in Schwarz-weiß gedreht. Cleese, Chapman und Palin wirkten zudem in dem 1968 erschienenen TV-Film How to Irritate People mit. Die meisten Sketche in diesen Sendungen hatten bereits den späteren Stil von Monty Python, besaßen aber Schlusspointen.

## Die Entwicklung der Serie
Der späte, oft geänderte Sendeplatz, das kleine Sendegebiet und das ungewohnte Format sorgten dafür, dass die Serie zunächst nur von einem kleinen Publikum beachtet wurde. Nach Aussage von Michael Palin bestand die Zuschauerschaft in der Anfangszeit aus Leuten mit Schlafstörungen, Intellektuellen und arbeitslosen Einbrechern. Erst nach der Absetzung der Serie stellte sich der Erfolg ein. 1974 wurde die Show in den USA zum ersten Mal gesendet und gewann dort eine große Anhängerschaft – sehr zur Überraschung der Pythons, die ihren Humor als nicht exportfähig betrachteten.
Anfang der 1970er Jahre entdeckte Alfred Biolek die Show; 1971 wurde sie erstmals in Deutschland im Deutschen Fernsehen ausgestrahlt. Da der Humor der Sendung als unübersetzbar galt, wurde sie in Deutschland von den dritten Programmen ausschließlich im Originalton mit deutschen Untertiteln ausgestrahlt. Daraufhin entstanden 1971/72 zwei deutsche Folgen namens Monty Python’s Fliegender Zirkus, die sogenannten German Episodes. Eine Folge war komplett deutsch gesprochen und die andere mit deutschen Untertiteln versehen.
Weitere Folgen liefen in den Jahren 1971 und 1972 im deutschen Fernsehen, aber erst ab 1991 zeigte N3 alle Folgen – ebenfalls im Originalton mit deutschen Untertiteln. Erst 1998 wagte Sat.1 eine deutsche Synchronisation – mit jungen Schauspielern/Synchronsprechern, da die gewohnten deutschen Stimmen aus den Monty-Python-Filmen zu alt gewesen wären. Das Ergebnis war aber umstritten. Aufgrund der schlechten Quoten wurde die Serie schnell aus dem Programm genommen.
Die Titelmusik war ein Ausschnitt aus John Philip Sousas Liberty Bell March. Der Grund für diese Wahl war nicht die Vorliebe für diese Musik, sondern ein Produkt des Zufalls. Nach eigenen Angaben hörte die Gruppe eine Musikkapelle dieses Stück spielen, als sie gerade auf der Suche nach einer Titelmelodie für ihre Sendung war. Die Rechte an diesem Instrumentalstück waren frei, und somit mussten keine Tantiemen gezahlt werden.

## Wiederkehrende Charaktere
Innerhalb der Serie kehrten einige wenige Charaktere in mehreren Sketchen wieder, diese erlangten einen gewissen Kultstatus:
- Der „It’s“-Man, gespielt von Michael Palin: Es handelt sich dabei um einen Mann mit zerrissenen Kleidern, langen Haaren und langem Bart. Sein Erscheinungsbild erinnert an einen Schiffbrüchigen. Er taucht vor allem in den ersten Folgen in der Szene unmittelbar vor dem Vorspann auf. Meistens läuft er auf die Kamera zu, wobei er Hindernisse wie Unterholz oder Wasser zu überwinden hat. Bei der Kamera angekommen, sagt er: „It’s …“, es folgt ein Schnitt und der Vorspann beginnt mit dem Titel der Sendung.
- Der BBC-Ansager, dargestellt von John Cleese, der an einem Schreibtisch sitzt. Dieser Schreibtisch steht meist in einer unpassenden Gegend, z. B. in einem Wald oder einem Fluss. Er taucht meist in einer Szene zwischen zwei Sketchen auf und liefert dabei den markanten Satz: „And now for something completely different.“ (Deutsch Und nun zu etwas völlig anderem.).
- Die Gumbys, respektive Mister Gumby (Terry Jones), ein geistig zurückgebliebener Mensch mit einem verknoteten Taschentuch auf dem Kopf, einer Nickelbrille, einem kleinen Schnurrbart, Hochwasserhosen und Gummistiefeln (daher auch der Name, vom Englischen Gum Boot).
- Die Pepperpots (Deutsch: Pfefferstreuer). So bezeichneten die Schreiber im Drehbuch weibliche Rollen, die von einem der männlichen Python-Mitglieder dargestellt werden. John Cleese meinte dazu in dem Film How to Irritate People, dass die typische Figur einer englischen Mittelschichtshausfrau einem Pfefferstreuer ähnlich sehe. So entstand der Name.
- Ein kurzer Filmausschnitt in Schwarzweiß, ungefähr drei Sekunden lang, der applaudierende Frauen mittleren Alters zeigt. Der Ausschnitt entstammte dem BBC-Archiv und wurde beim Treffen des englischen Fraueninstituts gedreht.
- Ein Ritter in voller Rüstung, dargestellt von Terry Gilliam, der in der ersten Serie die Sketche beendet, indem er den Leuten mit einem rohen, gerupften Huhn auf den Kopf schlägt.
- Ähnliche Funktion erfüllt der Colonel, dargestellt von Graham Chapman (ursprünglich aus dem Sketch Funniest Joke Of The World): Er beendet Sketche, wenn sie zu albern werden.
- Ein Ungar (ursprünglich aus dem Sketch Dirty Hungarian Phrasebook), gespielt von Cleese, der die Menschen sexuell beleidigt – allerdings nur, weil er in alltäglichen Situationen einen Sprachführer benutzt, in dem normale Sätze falsch (als sexuelle Beleidigungen) übersetzt werden.
- Ken Shabby (Palin), ein ziemlich abgerissener Mann, der ständig hustet. Er hatte einen eigenen Sketch, tauchte dann von Zeit zu Zeit auf, um seine Meinung zu gewissen Themen kundzutun.
- Eric Praline (Cleese), ein meist verärgerter Mann im Regenmantel mit starkem Akzent, der sich bei jemandem (häufig Palin) über irgendetwas beschwert. Viele seiner Sketche gehören zu den bekannteren, beispielsweise Dead Parrot und Fish License.
- Luigi Vercotti (Palin), ein Mafioso. Er taucht beim ersten Mal mit seinem Bruder Dino auf, um Schutzgelder von der Armee zu erpressen. Hatte seitdem nur noch einzelne, kürzere Auftritte.
- Ein nackter Orgelspieler (die ersten beiden Male von Gilliam, dann von Jones gespielt).
- Der empörte Zuschauer. Eine Stimme aus dem Off (meist John Cleese) liest einen eingeblendeten (frei erfundenen) Zuschauerbrief vor, der voller moralischer Empörung auf den zuvor gesendeten Sketch Bezug nimmt und ihn aufs schärfste verurteilt. Der Inhalt des Briefes entlarvt den Schreiber gelegentlich als Heuchler oder Voyeur.
- Mehrere Angehörige der Spanischen Inquisition (aus dem gleichnamigen Sketch) in vollem Ornat, die vollkommen unerwartet auftreten („Nobody expects the Spanish Inquisition!“).
- Ein Gewichtsstück von 16 Tonnen, das einen Sketch abschließt, indem es allzu peinlich agierende Charaktere unter sich begräbt. In den kurzen Zeichentricksequenzen wird diese Rolle von dem oben dargestellten Fuß Gottes oder einem übergroßen Schwein übernommen.

## Das Ende desFlying Circusund die Folgen
Zwischen der zweiten und dritten Staffel erschien 1971 der Film Die wunderbare Welt der Schwerkraft, eine Auswahl von neu produzierten Sketchen der bisherigen Serie. Nach der dritten Staffel verließ John Cleese die Sendung. Die vierte Staffel bestand nur aus sechs Episoden und mit der Ausstrahlung der letzten Folge am 5. Dezember 1974 wurde die Serie abgeschlossen. Weitere gemeinsame Fernsehproduktionen gab es nur noch zu Jubiläen (Parrot Sketch not included mit Steve Martin zum 20-jährigen und bei einer Preisverleihung im amerikanischen Fernsehen zum 30-jährigen Jubiläum). Dafür produzierten die Mitglieder von Monty Python zusammen mehrere Kinofilme und Bühnenshows.
Die Kinofilme:
- Monty Pythons wunderbare Welt der Schwerkraft (And now for something completely different, 1971)
- Die Ritter der Kokosnuß (Monty Python and the Holy Grail, 1975)
- Das Leben des Brian (The Life of Brian, 1979)
- Monty Python Live at the Hollywood Bowl (1982, Kinofilm einer Bühnenshow)
- Der Sinn des Lebens (The Meaning of Life, 1983)

Die Bühnenshows:
- Monty Python Live at Drury Lane (1974)
- Monty Python Live at City Centre (1976)
- Monty Python Live at the Hollywood Bowl (1982)
- Monty Python Live at Aspen (1998)
- Monty Python Live (mostly): One Down, Five To Go (2014)

Die ersten drei Bühnenshows bestanden zum größten Teil aus Sketchen des Flying Circus, neu arrangiert und kombiniert mit neuem Material, Monty Python Live at Aspen ist an sich die Verleihung eines US-Comedypreises an die überlebenden Pythons, die sich jedoch als knapp einstündige Bühnenshow zum Thema Monty Python entpuppt, an der sogar der verstorbene Graham Chapman in Form einer Urne mitwirkt, die sich durch Klappern bemerkbar macht.
(Quelle: US-DVD Monty Python Live)

## Berühmte Sketche
- Der Papagei ist tot (Dead Parrot)
- Nerviger Gast im Pub (Nudge nudge)
- Spam-Sketch (The Spam sketch). Auf diesen Sketch geht die heutige Bezeichnung Spam für unverlangte und massenweise versendete Werbe-E-Mails zurück.
- Das Ministerium für alberne Gangarten (The Ministry of Silly Walks)
- Holzfäller-Lied (The Lumberjack-Song)
- Knusperfrosch (Crunchy Frog/Trade Description Act)
- Kommunisten-Quiz-Sketch (World Forum)
- Der tödlichste Witz der Welt (The Funniest Joke in the World)
- Die Spanische Inquisition (The Spanish Inquisition)
- Nachwahlen in Minehead (North Minehead by-election)
- Gumby-Hirnchirurg (Gumby brain specialist)
- Dennis Moore
- Entdecke den Verrückten (Spot the Loony)
- Johann Gambolputty
- Das Goldene Zeitalter des Ballonfahrens (The Golden Age of Ballooning)
- Election Night Special. Der Charakter Tarquin Fin-tim-lin-bin-whin-bim-lim-bus-stop-F’tang-F’tang-Olé-Biscuitbarrel inspirierte später den Studenten John Desmond Lewis, seinen Namen entsprechend zu ändern und unter diesem Namen bei einer Wahl zu kandidieren.
- Party Political Broadcast (choreographed). Dieser Sketch zu Beginn der Folge 38 zeigt den damaligen Premierminister Sir Edward Heath in einem rosa Ballettröckchen, der durch den Sketch tanzt. Dies war der BBC jedoch zu heikel, so dass dieser Sketch herausgeschnitten wurde. Er taucht in Just The Words als Text weiterhin auf, fehlt aber nach wie vor bei Ausstrahlungen und auf der kompletten DVD-Collection des Flying Circus von 2007.
- Biggles diktiert einen Brief (Biggles Dictates a Letter)
- Fußballspiel der Philosophen
- Versautes ungarisch-englisches Wörterbuch (Dirty Hungarian Phrasebook); (siehe dazu: English As She Is Spoke, ein fehlerhafter portugiesisch-englischer Sprachführer von 1853).
- Confuse-a-cat

## Auszeichnungen
1971 – Goldene Rose von Montreux – Silberne Rose